# 이기건
이기건(李奇建, 1919년 ~ ?)은 일제강점기와 대한민국의 군인이다.

## 학력
- 만주국 신징 군관학교 1기 졸업
- 대한민국 육군사관학교 3기 졸업
- 대한민국 육군보병학교 졸업

## 생애
만주의 단둥에서 안동중학을 졸업하고 만주군 장교를 양성하는 신경군관학교 제1기생으로 입학하였다. 1기생 중 조선인은 13명이었고, 이 가운데 12명이 룽징의 광명중학 출신이며, 이기건이 유일한 타 학교 출신이었다. 박정희에게는 1기 선배가 된다.
학교를 졸업하고 만주군 대위로 복무하던 중, 1945년에 태평양 전쟁이 종전되었다. 처음에는 소군정 지역으로 들어가 조선인민군 장교가 되었다. 그러나 1948년 경에 월남하여 육군사관학교를 졸업하고, 대한민국 국군에 합류하였다.
이기건의 증언에 따르면, 월남 후 후배이자 조선경비사관학교 중대장으로 있던 박정희를 찾아갔으며, 박정희가 남조선로동당에 가담하고 있다는 것을 한눈에 알아볼 수 있었다. 이기건은 조선민주주의인민공화국 주도 세력이 싫어 월남했던 것이므로, 박정희에게 남로당에서 나오라고 충고를 해주었다. 여순 14연대 반란사건 때 전투정보과에서 소위로 복무하고 있었으며, 박정희와 함께 남로당에서 활동했던 최남근이 체포되고, 박정희에게도 위험이 닥치는 것을 목격하였다.
제1공화국에서 육군 준장까지 올랐다가 예비역에 편입되었다. 1960년에 대한재향군인회 초대 회장에 선출되었으며, 5·16 군사정변이 일어난 뒤 대한국정교과서주식회사 이사, 한국반공연맹 이사를 역임하였다. 조선민주주의인민공화국 건국 초기의 역사에 대한 반공주의 시각의 증언을 다수 남겼다.
2008년 민족문제연구소가 친일인명사전에 수록하기 위해 정리한 친일인명사전 수록예정자 명단 군 부문에 포함되었다.

## 같이 보기
- 재향군인회

## 참고자료
- 이기건(李奇建) - 국사편찬위원회